# New York City FC
New York City FC (ofta förkortat NYCFC) är en professionell fotbollsklubb i New York i delstaten New York i USA som spelar i Major League Soccer (MLS). Hemmamatcherna spelas normalt på basebollarenan Yankee Stadium, men klubben tvingas ibland att använda andra arenor när Yankee Stadium är upptagen av New York Yankees.
Klubbens färger är ljusblått och vitt.
New York City har vunnit ligamästerskapet MLS Cup en gång, men har aldrig vunnit Supporters' Shield, som tilldelas klubben som tagit flest poäng i grundserien, eller US Open Cup. På den internationella scenen har klubben vunnit Campeones Cup (en match mellan mästarna av MLS Cup och mexikanska Campeón de Campeones) en gång.

## Historia
Klubben grundades den 21 maj 2013 och ägs av det engelska bolaget City Football Group (80 %) och det amerikanska bolaget Yankee Global Enterprises (20 %). Klubben blev den andra i MLS i New York-området efter New York Red Bulls.
Klubbens hemmaarena var från början inte klar och man visste att klubben skulle behöva spela de första åren i en tillfällig hemmaarena, kanske Yankee Stadium. Tankar fanns på en ny arena för fotboll i Flushing Meadows i Queens och i Bronx intill Yankee Stadium. I april 2014 tillkännagav klubben att man skulle ha Yankee Stadium som första hemmaarena i avvaktan på att en utpräglad fotbollsarena skulle byggas. Klubben skulle dela arenan med New York Yankees och att omvandla arenan från baseboll till fotboll skulle ta tre dagar. Även om arenan normalt sett rymde 49 642 åskådare var publikkapaciteten vid fotbollsmatcher begränsad till 33 444 åskådare. Siffran har sedermera sänkts till 27 150.

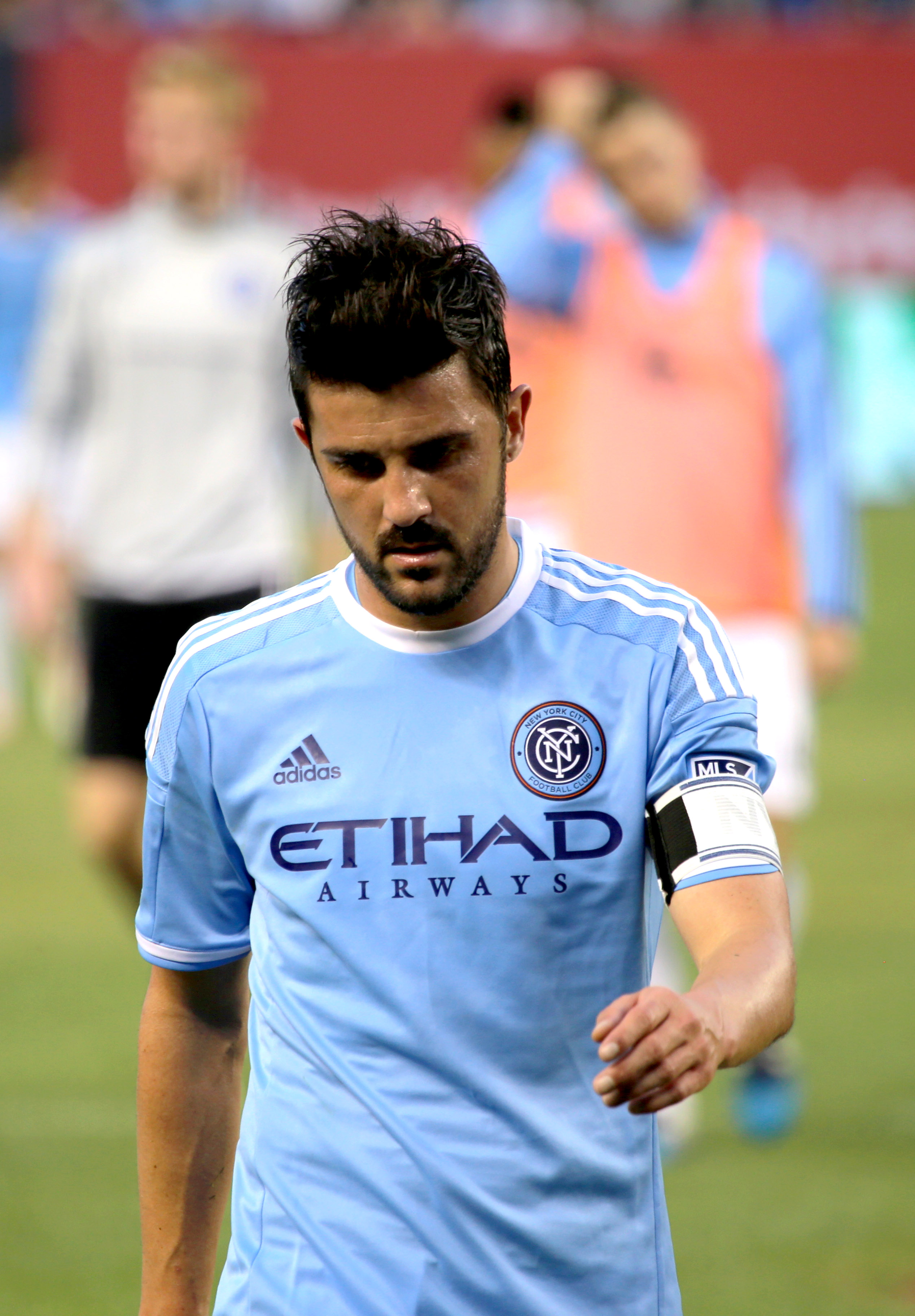
Dåvarande lagkaptenen David Villa under klubbens första säsong 2015.

New York City värvade inför och under den första säsongen 2015 storspelare som David Villa, Frank Lampard och Andrea Pirlo.
Klubben debuterade i MLS den 8 mars 2015 och det historiska första målet gjordes av norskamerikanen Mix Diskerud. Första säsongen slutade med en åttondeplats i Eastern Conference och missat slutspel, vilket ledde till att Jason Kreis fick sparken som tränare.
Under den andra säsongen 2016, under nya tränaren Patrick Vieira, kom klubben tvåa i Eastern Conference efter lokalkonkurrenten New York Red Bulls. I slutspelet åkte man ut i konferens-semifinalen mot Toronto med sammanlagt 0–7 (0–2, 0–5). David Villa erhöll MVP Award som ligans mest värdefulla spelare efter att ha gjort 23 mål i grundserien. Inför nästföljande säsong lade Frank Lampard av, men New York City lyckades ändå komma tvåa i Eastern Conference igen. Klubben åkte sedan ut i konferens-semifinalen mot Columbus Crew med sammanlagt 3–4 (1–4, 2–0). Andrea Pirlo valde därefter att avsluta karriären.
Inför säsongen 2018 gjorde klubben klart med sin första svenska spelare, då man hämtade in landslagsmeriterade Anton Tinnerholm från Malmö FF. Mitt under säsongen lämnade Vieira klubben för franska Nice och till ny tränare utsågs Domènec Torrent. Klubben slutade trea i Eastern Conference, men för tredje året i rad åkte man ut i konferens-semifinalen, där Atlanta United vann med totalt 4–1 (1–0, 3–1). Efter säsongen lämnade David Villa klubben.
Trots avsaknaden av storstjärnor kom NYCFC 2019 etta i Eastern Conference för första gången. Därefter tog det stopp i konferens-semifinalen för fjärde året i rad när Toronto vann med 2–1 efter att ha satt en straff i 90:e minuten. Klubben och tränaren Domènec Torrent kom efter säsongen överens om att avsluta samarbetet och han ersattes av norrmannen Ronny Deila.
New York City inledde 2020 års säsong med att debutera i Concacaf Champions League, dit klubben kvalificerade sig genom sin förstaplats i Eastern Conference föregående säsong. I åttondelsfinalen besegrades San Carlos från Costa Rica med totalt 6–3 och i kvartsfinalen spelade man 0–1 hemma mot mexikanska Tigres UANL innan Concacaf pausade turneringen på grund av covid-19-pandemin. Även MLS pausade sin säsong av samma skäl vid samma tidpunkt efter bara två spelade omgångar. Först i juli kom MLS-säsongen igång igen och NYCFC kom till slut femma i Eastern Conference. Klubben slogs sedan ut i första slutspelsomgången av Orlando City efter straffar (1–1 efter full tid och förlängning). I mitten av december återupptogs mötet med Tigres UANL i Concacaf Champions League, men New York City kunde inte vända underläget efter första matchen utan förlorade i stället returmatchen med 0–4.

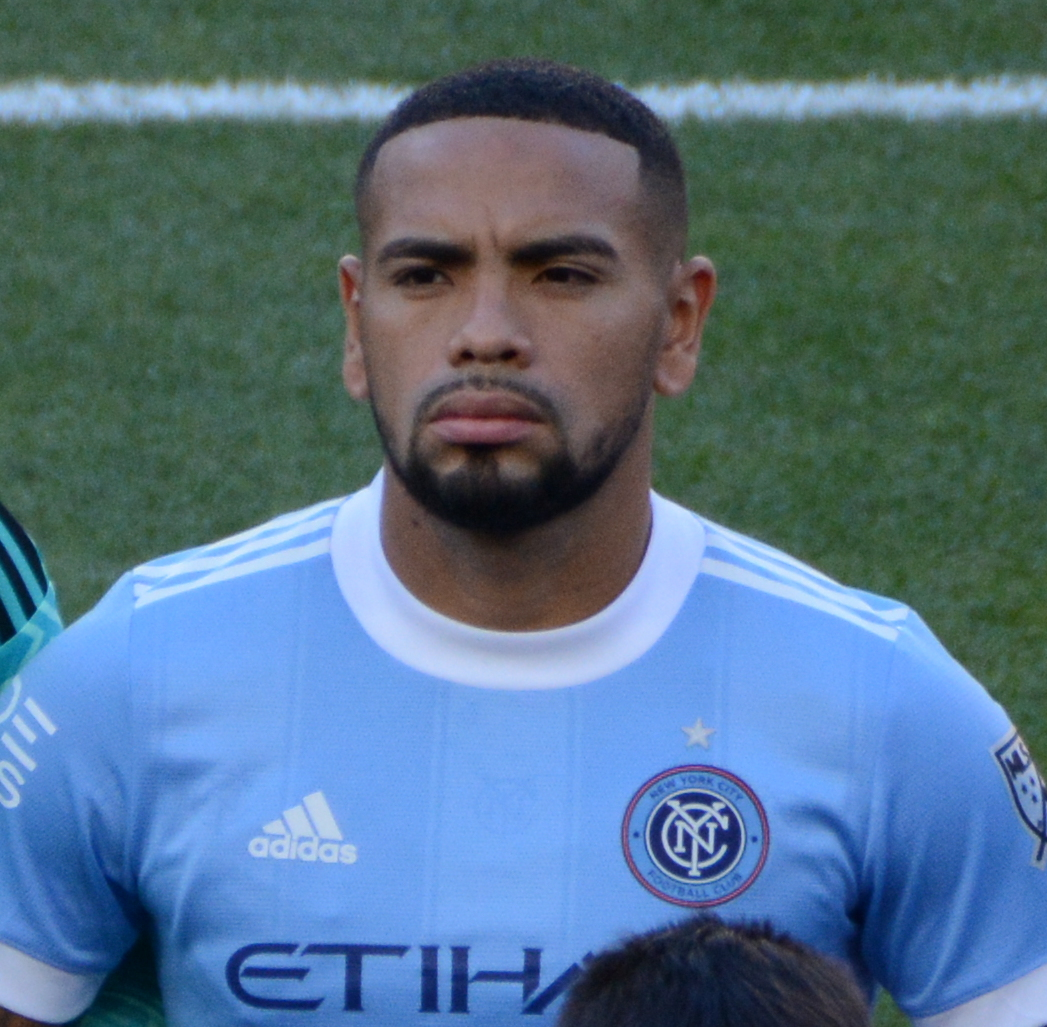
Alexander Callens slog den avgörande straffen när NYCFC vann MLS Cup för första gången 2021.

2021 spelade NYCFC för första gången i Leagues Cup, men åkte ut direkt i kvartsfinal mot mexikanska Pumas de la UNAM efter straffar (1–1 efter full tid). I MLS slutade klubben fyra i Eastern Conference. Valentín Castellanos gjorde 19 mål under grundserien och belönades med MLS Golden Boot. I slutspelet slog New York ut Atlanta United med 2–0 och därefter New England Revolution efter straffar (1–1 efter 90 minuter och 2–2 efter förlängning) för att för första gången nå finalen i Eastern Conference. Där besegrades Philadelphia Union med 2–1. I ligafinalen MLS Cup väntade Portland Timbers på bortaplan. Även denna match fick avgöras efter straffar efter det att Portland kvitterat till 1–1 i 94:e minuten (New Yorks mål gjordes av Castellanos). NYCFC gick segrande ur straffsparksläggningen och den sista och avgörande straffen sattes av Alexander Callens.

## Säsonger
| Major League Soccer | Major League Soccer | Major League Soccer | Major League Soccer | US Open Cup | US Open Cup  | Champions League | Champions League | Leagues Cup | Leagues Cup |
| Säsong              | Konferens           | Placering           | Slutspel            | Säsong      | Resultat     | Säsong           | Resultat         | Säsong      | Resultat    |
| ------------------- | ------------------- | ------------------- | ------------------- | ----------- | ------------ | ---------------- | ---------------- | ----------- | ----------- |
| 2015                | Eastern             | 8:a (av 10)         | Ej kvalificerad     | 2015        | 16-delsfinal |                  |                  |             |             |
| 2016                | Eastern             | 2:a (av 10)         | Kvartsfinal         | 2016        | 16-delsfinal | 2016/17          | Ej kvalificerad  |             |             |
| 2017                | Eastern             | 2:a (av 11)         | Kvartsfinal         | 2017        | 16-delsfinal |                  |                  |             |             |
| 2018                | Eastern             | 3:a (av 11)         | Kvartsfinal         | 2018        | 16-delsfinal | 2018             | Ej kvalificerad  |             |             |
| 2019                | Eastern             | 1:a (av 12)         | Kvartsfinal         | 2019        | Kvartsfinal  | 2019             | Ej kvalificerad  | 2019        | Ej inbjuden |
| 2020                | Eastern             | 5:a (av 14)         | Åttondelsfinal      | 2020        | Inställd     | 2020             | Kvartsfinal      | 2020        | Inställd    |
| 2021                | Eastern             | 4:a (av 14)         | Mästare             | 2021        | Inställd     | 2021             | Ej kvalificerad  | 2021        | Kvartsfinal |

## Spelartrupp
| 1  | USA         | Luis Barraza | 8 november 1996  | Marquette University (-19) |
| 30 | El Salvador | Tomás Romero | 19 december 2000 | Toronto FC (-24)           |
| 44 | USA         | Alex Rando   | 15 april 2001    | Las Vegas Lights (-22)     |
| 49 | USA         | Matt Freese  | 2 september 1998 | Philadelphia Union (-23)   |

| 2  | USA       | Rio Hope-Gund         | 20 augusti 1999  | Loudoun United (-23)      |
| 5  | Norge     | Birk Risa             | 13 februari 1998 | Molde (-23)               |
| 12 | Serbien   | Strahinja Tanasijević | 12 juni 1997     | Spartak Subotica (-24)    |
| 13 | Brasilien | Thiago Martins        | 17 mars 1995     | Yokohama F. Marinos (-22) |
| 18 | England   | Christian McFarlane   | 25 januari 2007  | New York City FC          |
| 24 | Jamaica   | Tayvon Gray           | 19 augusti 2002  | New York City FC          |
| 35 | Slovenien | Mitja Ilenič          | 26 december 2004 | Domžale (-23)             |

| 6  | USA       | James Sands         | 6 juli 2000       | New York City FC          |
| 8  | USA       | Andrés Perea        | 14 november 2000  | Philadelphia Union (-23)  |
| 10 | Uruguay   | Santiago Rodríguez  | 8 januari 2000    | Torque (-21)              |
| 27 | Argentina | Maximiliano Moralez | 27 februari 1987  | Club León (-17)           |
| 29 | USA       | Máximo Carrizo      | 28 februari 2008  | New York City FC          |
| 55 | USA       | Keaton Parks        | 6 augusti 1997    | Benfica (-19)             |
| 80 | USA       | Justin Haak         | 12 september 2001 | New York City FC          |
| 99 | USA       | Jacob Arroyave      | 12 november 2007  | Cedar Stars Academy (-23) |

| 7  | Serbien    | Jovan Mijatović  | 11 juli 2005      | Röda Stjärnan (-24)            |
| 9  | Algeriet   | Monsef Bakrar    | 13 januari 2001   | Istra 1961 (-23)               |
| 11 | Argentina  | Julián Fernández | 30 januari 2004   | Vélez Sarsfield (-23)          |
| 16 | Costa Rica | Alonso Martínez  | 15 oktober 1998   | Lommel (-23)                   |
| 17 | Österrike  | Hannes Wolf      | 16 april 1999     | Borussia Mönchengladbach (-24) |
| 22 | USA        | Kevin O'Toole    | 14 december 1998  | Princeton University (-22)     |
| 26 | Argentina  | Agustín Ojeda    | 19 juni 2004      | Racing Club (-24)              |
| 36 | Chile      | Zidane Yañez     | 26 januari 2008   | New York City FC               |
| 43 | Brasilien  | Talles Magno     | 26 juni 2002      | Vasco da Gama (-21)            |
| 88 | USA        | Malachi Jones    | 23 september 2003 | Lipscomb University (-24)      |

### Utlånade spelare
| Nr | Land    | Pos | Namn                                            |
| -- | ------- | --- | ----------------------------------------------- |
| 26 | Uruguay | MF  | Nicolás Acevedo (i Bahia till 31 december 2024) |

| Nr | Land      | Pos | Namn                                                        |
| -- | --------- | --- | ----------------------------------------------------------- |
| -  | Brasilien | A   | Thiago Andrade (i Shenzhen Peng City till 31 december 2024) |

## Tränare
Klubben har haft följande huvudtränare:
| Tränare         | Säsong(er) | Källa  |
| --------------- | ---------- | ------ |
| Jason Kreis     | 2015       | [ 21 ] |
| Patrick Vieira  | 2016–2018  | [ 22 ] |
| Domènec Torrent | 2018–2019  | [ 29 ] |
| Ronny Deila     | 2020–2022  | [ 34 ] |
| Nick Cushing    | 2022–      | [ 46 ] |